# U-boot tipus V
L' U-Boot tipus V va ser un submarí de butxaca experimental dissenyat per Hellmuth Walter fent servir la seva turbina alimentada per peròxid d'hidrògen.
Només es va construir un vaixell, el V-80.

## V-80
Es va construir a les drassanes Germaniawerft de Kiel durant els anys 1939-1940 i estava propulsat per una turbina Walter. Tenia una tripulació de 4 membres i estava desarmat. Es va construir purament per a fer recerca tècnica de les turbines walter. En les seves proves va batre tots els records de velocitat submergida quan va arribar als 28 nusos. Es va retirar del servei a finals de 1942 i es va desballestar a Hela el març de 1945.